# 謝里夫·伊斯梅爾
謝里夫·伊斯梅爾·穆罕默德（阿拉伯语：‎；1955年7月6日—2023年2月4日），是一名埃及工程師與政治人物。
伊斯梅爾在在艾因夏姆斯大學修讀機械工程，1978年畢業，後在國營石油化工和天然氣公司出任管理層，亦當過2002年成立的埃及石化控股執行副主席，接著又被任命為埃及天然氣控股公司的主席。
2013年至2015年間他出任埃及政府的石油部長，到2015年9月19日受任命為埃及总理。